# Aero L-29 Delfín
De Aero L-29 Delfín (Dolfijn) (NAVO-codenaam: Maya) is een Tsjechoslowaakse Jet-trainer ontworpen en gebouwd eind jaren 50, begin jaren 60 door Aero. Het toestel is over de hele wereld verspreid in gebruik geweest. Op dit moment zijn vrijwel alle toestellen buiten dienst gesteld.

## Geschiedenis
Het eerste prototype van de Delfín, de XL-29, maakte zijn eerste vlucht op 5 april 1959. In de zomer van 1961 won de Delfin een competitie van de TS-11 Iskra en de Jak-30 als de basis Jet-trainer van het Warschaupact.

## Versies
- XL-29, prototype.
- L-29 Delfín, standaardversie.
- L-29A Akrobat, enkelzits-aerobatiekversie.
- L-29R, verkenningsversie met in de neus camera's gebouwd.
- L-29RPV, Iraakse UAV-versie van de L-29.
- L-29RS, verdere ontwikkeling van de L-29.

## (Oud) Gebruikers

### Militair
- Afghanistan
  - Afghaans Nationaal Luchtkorps - 24 toestellen tot 1999
- Armenië
- Azerbeidzjan
- Bulgarije
- Egypte
- Gabon
- Georgië
- Ghana
- Guinee
- Hongarije
- Indonesië
- Irak
- Mali
- Nigeria
- Oeganda
- Oost-Duitsland
- Roemenië
- Slowakije
- Sovjet-Unie
- Syrië
- Tadzjikistan
- Tsjecho-Slowakije
- Verenigde Staten
  - United States Navy
- Vietnam

### Civiel
- Australië
- Noorwegen
- Slowakije
- Tsjechië
- Verenigde Staten
- Zuid-Afrika

## Specificaties (L-29)
- Bemanning: 2 man; instructeur en leerling
- Lengte: 10,81 m
- Spanwijdte: 10,29 m
- Hoogte: 3,13 m
- Vleugeloppervlak: 19,8 m²
- Leeggewicht: 2 280 kg
- Max. startgewicht: 3 540 kg
- Motor: 1× Motorlet M-701C 500 turbojet, 8,7 kN
- Maximumsnelheid: 655 km/h
- Vliegbereik: 894 km (met tiptanks)
- Dienstplafond: 11.000 m
- Klimsnelheid: 14,0 m/s

### Gerelateerde ontwikkelingen
- Aero L-39 Albatros
- Aero L-59 Super Albatros
- Aero L-159 ALCA

### Vergelijkbare vliegtuigen
- Aeromacchi MB-326
- Fouga Magister
- PZL TS-11 Iskra
- Soko G-2